# Lady Death (filme)
Lady Death é um filme de animação baseado na história em quadrinhos de mesmo nome, criada por Brian Pulido e Steven Hughes.

## Elenco
- Christine M. Auten como Lady Death/Hope
- Mike Kleinhenz como Lucifer/Matthias
- Andy McAvin como Pagan
- Rob Mungle como Cremator
- Mike MacRae como Asmodeus, Large Torture Troll
- Chris Patton como Niccolo